# استپان کایوکف
استپان یاکوولویچ کایوکف (روسی: Степан Яковлевич Каюков؛ ‏ ۱ اوت ۱۸۹۸ – ۲۲ ژانویهٔ ۱۹۶۰) بازیگر اهل امپراتوری روسیه بود.
از فیلم‌ها یا برنامه‌های تلویزیونی که وی در آن نقش داشته‌است، می‌توان به دوست دخترها، دوبروفسکی و دوستان اشاره کرد.
وی همچنین برندهٔ جوایزی همچون هنرمند مردمی جمهوری شوروی فدراتیو سوسیالیستی روسیه شده‌است.